# Saint-Avit-de-Soulège
Saint-Avit-de-Soulège é uma comuna francesa na região administrativa da Nova Aquitânia, no departamento da Gironda. Estende-se por uma área de 2,87 km². Em 2010 a comuna tinha 81 habitantes (densidade: 28,2 hab./km²).